# Оп-Национале Комбатенти 2\3 (Напуљ)
Op-Nazionale Combattenti 2\3 је насеље у Италији у округу Напуљ, региону Кампанија.
Према процени из 2011. у насељу је живело 103 становника. Насеље се налази на надморској висини од 1 м.